# Campeonato Brasileiro Série A 2001
Die Campeonato Brasileiro Série A 2001 war die 45. Spielzeit der höchsten brasilianischen Fußballliga, der Série A.

## Saisonverlauf
Die Série A startete am 1. August 2001 in ihre neue Saison und endete am 23. Dezember 2001. Die Meisterschaft wurde wieder vom nationalen Verband CBF ausgerichtet, nachdem ihm diesem im Vorjahr nicht möglich war. Teilnehmen durften alle Vereine der blauen Gruppe aus dem Copa João Havelange sowie Botafogo FC (SP), Paraná Clube und AD São Caetano. Um die Größe der Liga wieder anzupassen, mussten am Saisonende vier Mannschaften absteigen, da die Liga in der Saison 2002 um zwei Mannschaften verkleinert werden sollte.
Während des Wettbewerbs trafen alle 28 Vereine der Série A anhand eines vor der Saison festgelegten Spielplans einmal. Die besten acht Mannschaften trafen danach in einer KO-Runde nochmals in einer Partie aufeinander. Das Finale wurde dann in Hin- und Rückspielen ausgetragen. Die Abschlusstabelle inklusive der Ergebnisse aus den KO-Spielen, wurde zur Festlegung der Qualifikation für die internationalen Wettbewerbe herangezogen.
Nach der Saison wurden wie jedes Jahr Auszeichnungen an die besten Spieler des Jahres vergeben. Der „Goldenen Ball“, vergeben von der Sportzeitschrift Placar, ging an Alex Mineiro vom Meister Athletico Paranaense. Torschützenkönig mit 21 Treffern wurde Romário vom CR Vasco da Gama.

## Vorrunden-Tabelle
| Pl. | Verein               | Sp. | S  | U  | N  | Tore    | Diff. | Punkte |
| --- | -------------------- | --- | -- | -- | -- | ------- | ----- | ------ |
| 1.  | AD São Caetano       | 27  | 18 | 5  | 4  | 048:250 | +23   | 59     |
| 2.  | Athletico Paranaense | 27  | 15 | 6  | 6  | 048:400 | +8    | 51     |
| 3.  | Fluminense FC        | 27  | 14 | 9  | 4  | 044:290 | +15   | 51     |
| 4.  | Atlético Mineiro     | 27  | 15 | 4  | 8  | 050:340 | +16   | 49     |
| 5.  | Grêmio FBPA          | 27  | 14 | 5  | 8  | 039:290 | +10   | 47     |
| 6.  | AA Ponte Preta       | 27  | 13 | 8  | 6  | 053:480 | +5    | 47     |
| 7.  | FC São Paulo         | 27  | 13 | 7  | 7  | 048:340 | +14   | 46     |
| 8.  | EC Bahia             | 27  | 13 | 6  | 8  | 043:380 | +5    | 45     |
| 9.  | SC Internacional     | 27  | 12 | 4  | 11 | 038:400 | −2    | 40     |
| 10. | Goiás EC             | 27  | 12 | 3  | 12 | 038:320 | +6    | 39     |
| 11. | CR Vasco da Gama (M) | 27  | 10 | 9  | 8  | 057:360 | +21   | 39     |
| 12. | SE Palmeiras         | 27  | 12 | 2  | 13 | 040:470 | −7    | 38     |
| 13. | Portuguesa           | 27  | 11 | 4  | 12 | 031:330 | −2    | 37     |
| 14. | Paraná Clube         | 27  | 11 | 3  | 13 | 035:370 | −2    | 36     |
| 15. | FC Santos            | 27  | 9  | 9  | 9  | 037:320 | +5    | 36     |
| 16. | EC Vitória           | 27  | 9  | 9  | 9  | 033:370 | −4    | 36     |
| 17. | Coritiba FC          | 27  | 9  | 8  | 10 | 031:320 | −1    | 35     |
| 18. | SC Corinthians       | 27  | 9  | 7  | 11 | 046:450 | +1    | 34     |
| 19. | Guarani FC           | 27  | 9  | 6  | 12 | 029:450 | −16   | 33     |
| 20. | SE Gama              | 27  | 8  | 9  | 10 | 040:340 | +6    | 33     |
| 21. | Cruzeiro EC          | 27  | 9  | 5  | 13 | 036:430 | −7    | 32     |
| 22. | EC Juventude         | 27  | 6  | 12 | 9  | 029:370 | −8    | 30     |
| 23. | Botafogo FR          | 27  | 8  | 5  | 14 | 041:510 | −10   | 29     |
| 24. | CR Flamengo          | 27  | 8  | 5  | 14 | 025:390 | −14   | 29     |
| 25. | Santa Cruz FC        | 27  | 7  | 6  | 14 | 031:500 | −19   | 27     |
| 26. | Botafogo FC (SP)     | 27  | 6  | 7  | 14 | 032:460 | −14   | 25     |
| 27. | América Mineiro      | 27  | 6  | 7  | 14 | 023:410 | −18   | 25     |
| 28. | Sport Recife         | 27  | 5  | 4  | 18 | 024:460 | −22   | 19     |

| (M) | Meister des Vorjahres |

## KO-Runde

### Viertelfinale
|                      | Ergebnis |                |
| -------------------- | -------- | -------------- |
| AD São Caetano 1     | 0:0      | EC Bahia       |
| Atlético Mineiro     | 3:0      | Grêmio FBPA    |
| Fluminense FC        | 3:2      | AA Ponte Preta |
| Athletico Paranaense | 2:1      | FC São Paulo   |

### Halbfinale
|                | Ergebnis |                      |
| -------------- | -------- | -------------------- |
| AD São Caetano | 2:1      | Atlético Mineiro     |
| Fluminense FC  | 2:3      | Athletico Paranaense |

### Finale

#### Hinspiel
| Athletico Paranaense                                          | Athletico Paranaense | AD São Caetano | AD São Caetano |
| ------------------------------------------------------------- | --- | --- | -------------- |
| Athletico Paranaense                                          | \| 16. Dezember 2001 um 16:00 Uhr in Curitiba (Arena da Baixada) \| \| Ergebnis: 4:2 (1:0) \| \| Zuschauer: 31.740 \| \| Schiedsrichter: Carlos Simon \| | \| 16. Dezember 2001 um 16:00 Uhr in Curitiba (Arena da Baixada) \| \| Ergebnis: 4:2 (1:0) \| \| Zuschauer: 31.740 \| \| Schiedsrichter: Carlos Simon \| | AD São Caetano |
| Athletico Paranaense                                          | Flávio, Rogério Corrêa, Nem, Gustavo, Alessandro, Cocito, Kléberson, Fabiano (88. Igor), Ilan Araújo (68. Souza), Alex Mineiro Cheftrainer: Geninho      | Silvio Luiz, Mancini, Daniel, Dininho, Marocs Paulo, Simão, Serginho, Adãozinho, Magrão, Esquerdinha, Anaílson (72. Müller) Cheftrainer: Jair Picerni    | AD São Caetano |
| Athletico Paranaense                                          | 1:0 Ilan (4.) 2:2 Alex Mineiro (55.) 3:2 Alex Mineiro (79.) 4:2 Alex Mineiro (90.+2')                                                                    | 1:1 Mancini (31.) 1:2 Marcos Paulo (53.) | AD São Caetano |
| Athletico Paranaense                                          | Rogério Corrêa, Gustavo | Serginho, Marcos Paulo | AD São Caetano |
| 16. Dezember 2001 um 16:00 Uhr in Curitiba (Arena da Baixada) | | |                |
| Ergebnis: 4:2 (1:0)                                           | | |                |
| Zuschauer: 31.740                                             | | |                |
| Schiedsrichter: Carlos Simon                                  | | |                |

#### Rückspiel
| AD São Caetano                                                                               | AD São Caetano | Athletico Paranaense | Athletico Paranaense |
| -------------------------------------------------------------------------------------------- | --- | --- | -------------------- |
| AD São Caetano                                                                               | \| 23. Dezember 2001 um 16:00 Uhr in São Caetano do Sul (Estádio Municipal Anacleto Campanella) \| \| Ergebnis: 0:1 (0:0) \| \| Schiedsrichter: Carlos Simon \|                           | \| 23. Dezember 2001 um 16:00 Uhr in São Caetano do Sul (Estádio Municipal Anacleto Campanella) \| \| Ergebnis: 0:1 (0:0) \| \| Schiedsrichter: Carlos Simon \|    | Athletico Paranaense |
| AD São Caetano                                                                               | Silvio Luiz, Mancini, Daniel, Dininho, Marocs Paulo (56. Müller), Simão, Serginho (46. Bechara Oliveira), Adãozinho, Magrão, Esquerdinha (72. Marlon), Anaílson Cheftrainer: Jair Picerni | Flávio, Rogério Corrêa (71. Igor), Nem, Gustavo, Alessandro, Cocito (77. Pires), Kléberson, Fabiano, Kléber Pereira (83. Souza), Alex Mineiro Cheftrainer: Geninho | Athletico Paranaense |
| AD São Caetano                                                                               | 0:1 Alex Mineiro (66.) | | Athletico Paranaense |
| AD São Caetano                                                                               | Mancini, Simão, Esquerdinha | Nem, Rogério Corrêa, Adriano | Athletico Paranaense |
| 23. Dezember 2001 um 16:00 Uhr in São Caetano do Sul (Estádio Municipal Anacleto Campanella) | | |                      |
| Ergebnis: 0:1 (0:0)                                                                          | | |                      |
| Schiedsrichter: Carlos Simon                                                                 | | |                      |

## Abschlusstabelle
Die Tabelle der Vorrunde wurde ergänzt um die erzielten Tore und Anzahl der Spiele der KO-Runde.
| Pl. | Verein               | Sp. | S  | U  | N  | Tore    | Diff. | Punkte |
| --- | -------------------- | --- | -- | -- | -- | ------- | ----- | ------ |
| 1.  | Athletico Paranaense | 31  | 19 | 6  | 6  | 068:450 | +23   | 63     |
| 2.  | AD São Caetano       | 31  | 19 | 6  | 6  | 052:310 | +21   | 63     |
| 3.  | Fluminense FC        | 29  | 15 | 9  | 5  | 049:340 | +15   | 54     |
| 4.  | Atlético Mineiro     | 29  | 16 | 4  | 9  | 054:360 | +18   | 52     |
| 5.  | Grêmio FBPA 2        | 28  | 14 | 5  | 9  | 039:320 | +7    | 47     |
| 6.  | AA Ponte Preta       | 28  | 13 | 8  | 7  | 055:510 | +4    | 47     |
| 7.  | FC São Paulo         | 28  | 13 | 7  | 8  | 049:360 | +13   | 46     |
| 8.  | EC Bahia             | 28  | 13 | 7  | 8  | 043:380 | +5    | 46     |
| 9.  | SC Internacional     | 27  | 12 | 4  | 11 | 038:400 | −2    | 40     |
| 10. | Goiás EC             | 27  | 12 | 3  | 12 | 038:320 | +6    | 39     |
| 11. | CR Vasco da Gama (M) | 27  | 10 | 9  | 8  | 057:360 | +21   | 39     |
| 12. | SE Palmeiras         | 27  | 12 | 2  | 13 | 040:470 | −7    | 38     |
| 13. | Portuguesa           | 27  | 11 | 4  | 12 | 031:330 | −2    | 37     |
| 14. | Paraná Clube         | 27  | 11 | 3  | 13 | 035:370 | −2    | 36     |
| 15. | FC Santos            | 27  | 9  | 9  | 9  | 037:320 | +5    | 36     |
| 16. | EC Vitória           | 27  | 9  | 9  | 9  | 033:370 | −4    | 36     |
| 17. | Coritiba FC          | 27  | 9  | 8  | 10 | 031:320 | −1    | 35     |
| 18. | SC Corinthians       | 27  | 9  | 7  | 11 | 046:450 | +1    | 34     |
| 19. | Guarani FC           | 27  | 9  | 6  | 12 | 029:450 | −16   | 33     |
| 20. | SE Gama              | 27  | 8  | 9  | 10 | 040:340 | +6    | 33     |
| 21. | Cruzeiro EC          | 27  | 9  | 5  | 13 | 036:430 | −7    | 32     |
| 22. | EC Juventude         | 27  | 6  | 12 | 9  | 029:370 | −8    | 30     |
| 23. | Botafogo FR          | 27  | 8  | 5  | 14 | 041:510 | −10   | 29     |
| 24. | CR Flamengo 3        | 27  | 8  | 5  | 14 | 025:390 | −14   | 29     |
| 25. | Santa Cruz FC        | 27  | 7  | 6  | 14 | 031:500 | −19   | 27     |
| 26. | Botafogo FC (SP)     | 27  | 6  | 7  | 14 | 032:460 | −14   | 25     |
| 27. | América Mineiro      | 27  | 6  | 7  | 14 | 023:410 | −18   | 25     |
| 28. | Sport Recife         | 27  | 5  | 4  | 18 | 024:460 | −22   | 19     |

| (M) | Meister des Vorjahres |

## Torschützenliste
| Pl. | Nat.        | Spieler          | Verein               | Tore    |
| --- | ----------- | ---------------- | -------------------- | ------- |
| 1   | Brasilianer | Romário          | CR Vasco da Gama     | 21 Tore |
| 2   | Brasilianer | Washington       | Ponte Preta          | 18 Tore |
| 3   | Brasilianer | Alex Mineiro     | Athletico Paranaense | 17 Tore |
| 3   | Brasilianer | Kléber Pereira   | Athletico Paranaense | 17 Tore |
| 5   | Brasilianer | Marques          | Atlético Mineiro     | 16 Tore |
| 6   | Brasilianer | Ricardo Oliveira | Portuguesa           | 14 Tore |

Liste der Fußball-Torschützenkönige Série A (Brasilien)